# Takeshi Sasaki
Takeshi Sasaki  (佐々木健志?, Sasaki Takeshi) (16 luglio 1996) è un judoka giapponese.

## Palmares
- Campionati asiatici juniores

Hong Kong 2014: oro negli 81kg

### Vittorie nel circuito IJF
| Data           | Località | Paese | Categoria |
| -------------- | -------- | ----- | --------- |
| 26 maggio 2018 | Hohhot   | Cina  | Gran Prix |